# Nglegok (Nglegok)
Nglegok is een bestuurslaag in het regentschap Blitar van de provincie Oost-Java, Indonesië. Nglegok telt 8536 inwoners (volkstelling 2010).